# 中郎将
中郎将，是中国古代武官的官职之一。

## 概况
最早於秦朝設置，主要统领禁宫、皇室的护卫，直屬上司為郎中令。漢朝時，直屬上司為光祿勳，有五官、 左、 右三署中郎將；東漢時期又增設東、南、西、北四中郎將，后来又设立了专管虎贲、羽林部队的虎贲中郎将和羽林中郎将。各中郎将品秩都是比二千石，略低於诸将军和校尉。
东汉末年、三国至南北朝期间，中郎将的名号被各割据势力广泛加于武官，不再限於禁卫统领等职，成为了一个大致介于将军和校尉之间的阶层，其职位、秩、权力差异很大。如曹操魏王嗣子曹丕就领五官中郎将，几乎成为丞相的副职。其它比较著名的还有诸如建威中郎将周瑜、军师中郎将诸葛亮等。亦有部分獲得中郎將職稱者，為各地方軍閥勢力的親信或重要將領之情形，如董卓勢力的呂布、牛輔及董越，劉表勢力的黃忠。因地方軍閥常為將軍職，基於下屬職級不凌越主官，故以雜號中郎將或雜號校尉封賞屬下，周瑜、诸葛亮的雜號中郎將皆屬之。诸葛亮在劉備平荊州時為軍師中郎將，收益州之後才為軍師將軍，由此可知雜號中郎將職位當為雜號將軍之下、雜號校尉之上。
唐朝时期，中郎将又被恢复为各府卫的禁卫统领，品级大致在正从四品之间。宋朝之后，各卫的中郎将逐渐成为虚职。

## 属官
东汉
| 比二千石   | 六百石     | 比六百石                   | 比四百石 | 比三百石 | 比二百石 |
| ---------- | ---------- | -------------------------- | -------- | -------- | -------- |
| 五官中郎将 |            | 五官中郎                   | 五官侍郎 | 五官郎中 |          |
| 左中郎将   |            | 左署中郎                   | 左署侍郎 | 左署郎中 |          |
| 右中郎将   |            | 右署中郎                   | 右署侍郎 | 右署郎中 |          |
| 虎贲中郎将 |            | 虎贲中郎 左右仆射 左右陛长 | 虎贲侍郎 | 虎贲郎中 | 节从虎贲 |
| 羽林中郎将 | 羽林左右监 |                            |          | 羽林郎   |          |

## 諸中郎將事錄

### 五官中郎將
一人，秩比二千石。主五官署郎。屬官：五官中郎，比六百石。無定員。五官侍郎，比四百石。無定員。五官郎中，比三百石。無定員。
建安十六年，魏公子曹丕為五官中郎將，置官屬，以副丞相，位在魏國諸侯王上。
- 五官中郎將 黃琬
- 五官中郎將 陳紀
- 五官中郎將 牛亶
- 五官中郎將 曹丕
- 五官中郎將 五梁（蜀）
- 五官中郎將 薛珝（吳）
- 五官中郎將 刁玄（吳）
- 五官中郎將 濮陽興（吳）
- 五官中郎將 弘璆（吳）
- 五官中郎將 丁忠（吳）

### 左中郎將
一人，秩比二千石。主左署郎。屬官：中郎，比六百石。無定員。侍郎，比四百石。無定員。郎中，比三百石。無定員。
- 左中郎將皇甫嵩
- 左中郎將蔡邕
- 左中郎將劉範
- 左中郎將李固
- 左中郎將楊宣
- 左中郎將李伏
- 左中郎將秦宓（蜀）
- 左中郎將杜瓊（蜀）

### 右中郎將
一人，秩比二千石。主右署郎。屬官：中郎，比六百石。無定員。侍郎，比四百石。無定員。郎中，比三百石。無定員。
- 右中郎將 朱儁
- 右中郎將 徐庶
- 右中郎將 鮑勛
- 右中郎將 牽招
- 右中郎將 李譔（蜀）
- 右中郎將 宗預（蜀）

### 虎賁中郎將
一人，秩比二千石。掌虎賁郎，（舊曰虎奔，言如虎之奔。）主虎賁宿衛。左右僕射、左右陛長各一人，比六百石。僕射，主虎賁郎習射。陛長，主直虎賁，朝會在殿中。虎賁中郎，比六百石。無定員。虎賁侍郎，比四百石。無定員。虎賁郎中，比三百石。無定員。節從虎賁，比二百石。無定員。
掌宿衛侍從。自節從虎賁久者轉遷，才能差高至中郎。凡虎賁中郎、虎賁侍郎、虎賁郎中、節從虎賁，皆父死子繼。
- 虎賁中郎將崔鈞
- 虎賁中郎將袁紹
- 虎賁中郎將袁術
- 虎賁中郎將孔融
- 虎賁中郎將荀惲
- 虎賁中郎將桓階
- 虎賁中郎將甄像
- 虎賁中郎將令狐劭
- 虎賁中郎將郭芝（魏）
- 虎賁中郎將司馬翼
- 虎賁中郎將麋威(蜀)
- 虎賁中郎將董允（蜀）
- 虎賁中郎將關統（蜀）
- 虎賁中郎將來敏（蜀）

### 羽林中郎將
一人，比二千石。掌羽林騎（取其「為國羽翼，如林之盛」），主羽林宿衛。羽林郎，比三百石，無定員，掌宿衛侍從，常選漢陽，隴西，安定，北地，上郡，西河凡六郡或三輔地區良家子補員，漢武帝建置以便馬從獵，還宿殿陛岩下室中，故號岩郎。羽林左監一人，六百石，主羽林左騎800人，左監丞一人。羽林右監一人，六百石，主羽林右騎900人，右監丞一人。
- 羽林中郎將 桓典(東漢)
- 羽林中郎將 呂布(東漢)
- 羽林中郎將 游殷(東漢)
- 羽林中郎將 諸葛瞻(蜀漢)

### 四中郎將（東西南北）
四中郎將，指北、南、東、西中郎將。東漢末年始置南、東、西、北四中郎將，秩比二千石。
江左彌重，或領刺史，或持節為之。銀印青綬，服同將軍。
東中郎將
- 東中郎將 董卓
- 東中郎將 董越
- 東中郎將 程昱
- 東中郎將 蔣濟（魏）
- 東中郎將 桓範（魏）
- 東中郎將 孫登（吳）

南中郎將
南中郎將光祿勳屬官。魏時秩二千石，蜀亦置，吳無。
- 南中郎將 曹植

北中郎將
- 北中郎將 盧植
- 北中郎將 曹彰
- 北中郎將 吳質

西中郎將
- 西中郎將 謝曼(晉)
- 西中郎將 桓沖(晉)

### 典農中郎將
漢末曹操置典農中郎將和典農校尉，均掌管農業生產、民政和田租，僅有所治郡國大小之別，職權相當於太守。
- 典農中郎將 任峻
- 典農中郎將 嚴匡
- 典農中郎將 趙儼
- 典農中郎將 裴潛
- 典農中郎將 徐邈
- 典農中郎將 司馬昭（魏）
- 典農中郎將 賈充（魏）
- 典農中郎將 謝纘（魏）

### 匈奴中郎將
使匈奴中郎將或護匈奴中郎將，漢朝官職，省稱匈奴中郎將，西漢時經常派遣中郎將出使匈奴，至東漢光武帝於公元50年(建武26年)正式設置官名，屯駐西河郡美稷縣，主要出使或領護南匈奴單于，比二千石，可持節，有從事二人，有事可增加。主要有持節出使、領護或衛護匈奴等職責，亦有監察匈奴動靜的任務。
東漢歷任使匈奴中郎將
- 段郴【公元50年（建武二十六年）任】
- 郭丹【就任時序無考】
- 耿譚【公元90年（永元二年）任】
- 任尚【就任時序無考】
- 杜崇 【公元94—95年（永元六年—永元七年）任】
- 耿種【公元109年（永初三年）任】
- 鄭戩【公元111年（永初五年）任】
- 馬翼【公元124年（延光三年）任】
- 張國【就任時序無考】
- 王稠 【公元133年（阳嘉二年）任】
- 梁並【公元140年（永和五年）任】
- 陳龜【公元140年（永和五年）任】
- 張耽【公元140年（永和五年）任】
- 馬寔【公元143年（汉安二年）任】
- 種暠【公元144年（建康元年）任】
- 張奐【公元155—162年（永壽元年—延熹五年）任與公元166年（延熹九年）任】
- 皇甫規【公元162年（延熹五年）任】
- 燕瑗【就任時序無考】
- 臧旻【公元177年（熹平六年）任】
- 張脩【公元179年（光和二年）任】：公元179年(光和二年)秋七月，因擅殺單于呼徵，扶立右賢王羌渠為單于，遭朝廷以不先請而擅誅罪名，押解送往廷尉處入獄而歿。

- 護匈奴中郎將 王柔
- 護匈奴中郎將 田豫（魏）
- 護匈奴中郎將 孫禮（魏）
- 護匈奴中郎將 陳泰（魏）

司金中郎將
曹操於建安十年（205）置，掌管冶鐵、錢幣和農具的鑄造的官員。曹操定冀州後，在河北設冶鐵機構，置司金中郎將掌管。蜀漢亦有此官，掌鑄造武器和農具。
- 司金中郎將 王脩
- 司金中郎將 張裔（蜀）

武衛中郎將
- 武衛中郎將 許褚

度支中郎將
掌管军屯的官銜
- 度支中郎將 霍性（魏）
- 度支中郎將 趙儼

武略中郎將
- 武略中郎將 杜祺（蜀）
- 武略中郎將 樊岐（蜀）

綏南中郎將
- 綏南中郎將 士燮（吳）
- 綏南中郎將 張翼（蜀）

蕩寇中郎將
- 蕩寇中郎將 程普（吳）
- 蕩寇中郎將 凌統（吳）

### 三公中郎將
- 鎮賊中郎將 朱儁（漢）
- 鎮民中郎將 張魯
- 振威中郎將 李通
- 折衝中郎將 太史慈（吳）
- 討越中郎將 蔣欽（吳）
- 威寇中郎將 孫河（吳）
- 橫野中郎將 呂蒙（吳）
- 武鋒中郎將 黃蓋（吳）
- 先登中郎將 韓當（吳）
- 奉義中郎將 李基
- 奉車中郎將 劉循(蜀)
- 安東中郎將 孫桓（吳）
- 輔義中郎將 張溫（吳）
- 寧國中郎將 張郃
- 篤信中郎將 丁咸（蜀）
- 立節中郎將 陸抗（吳）

征
- 征東中郎將 趙韙
- 征虜中郎將 呂範（吳）
- 征南中郎將 步騭（吳）

軍
- 軍師中郎將 諸葛亮、龐統
- 督軍中郎將 吳景、徐琨
- 撫軍中郎將 張昭（吳）、張南(蜀)
- 掌軍中郎將 董和（蜀）
- 副軍中郎將 劉封（蜀）
- 統軍中郎將 傅彤(蜀)
- 典軍中郎將 關平
- 安軍中郎將 呂據（吳）
- 輔軍中郎將 潘濬（吳）

武
- 揚武中郎將 曹洪（魏）、孫奐（吳）
- 定武中郎將 孫暠、孫朗、孫俊（吳）
- 威武中郎將 賀齊（吳）
- 奮武中郎將 芮玄（吳）
- 立武中郎將 步騭（吳）

建
- 建義中郎將 陶升（漢）、公孫集（魏）
- 建威中郎將 周瑜（吳）
- 建武中郎將 胡綜（吳）
- 建忠中郎將 劉基、駱統（吳）

昭
- 昭武中郎將 胡濟（蜀）、孫承（吳）
- 昭義中郎將 孫靜、顧承、吾粲（吳）
- 昭信中郎將 呂岱（吳）

平
- 平難中郎將 張燕（漢）
- 平虜中郎將 李緒

司
- 司律中郎將 陳頏
- 司市中郎將 陳聲（吳）
- 司直中郎將 張俶（吳）